# Old Crow (Whiskey)

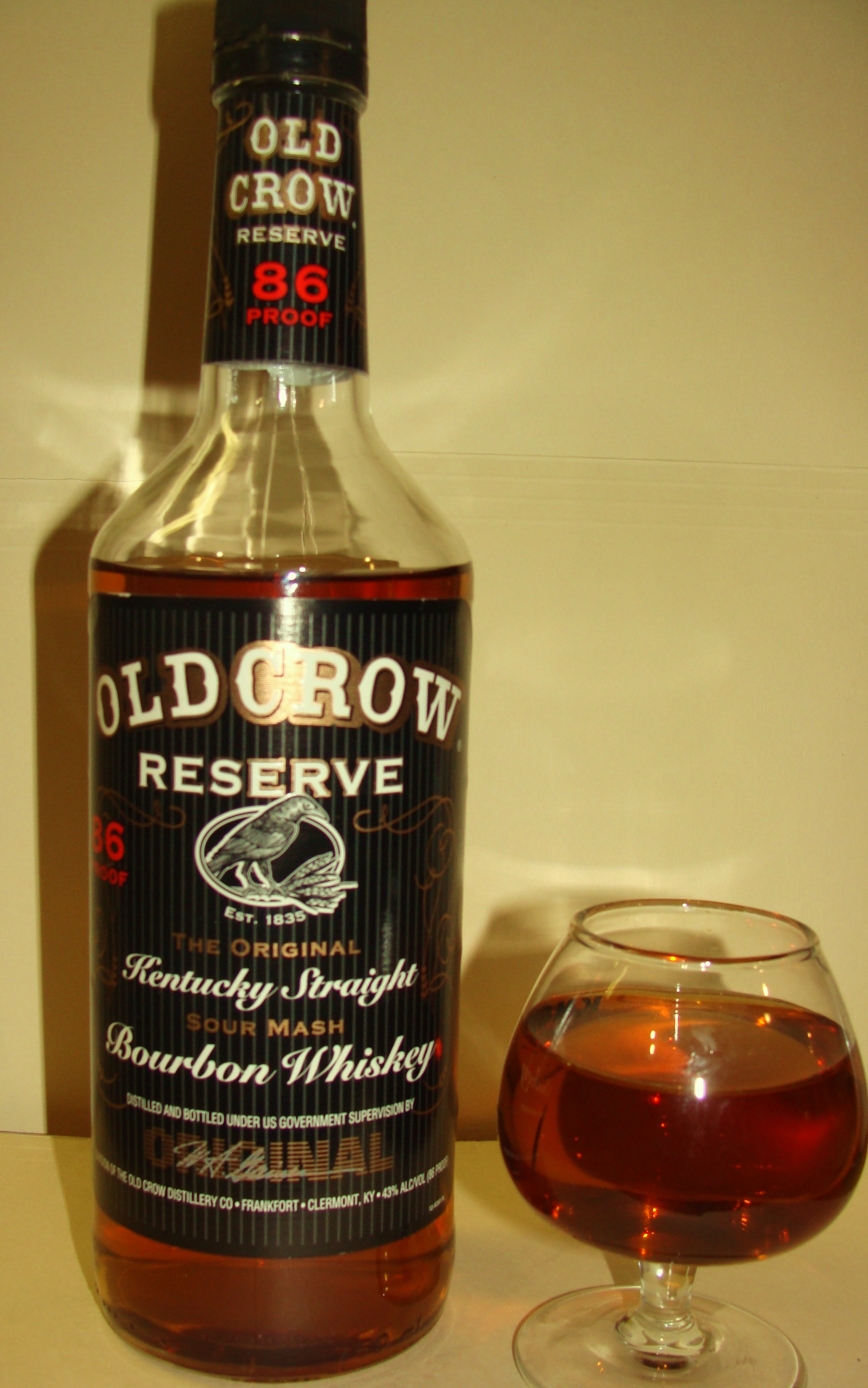
Old Crow Reserve

Old Crow ist eine Whiskeymarke für preisgünstigen Bourbon Whiskey des Beam-Suntory-Konzerns. In seinen Ursprüngen geht der Bourbon auf das Jahr 1835 und den Bourbon-Pionier James C. Crow zurück. Old Crow wird als drei Jahre gereifter Old Crow mit einem Alkoholgehalt von 40 % und als vier Jahre gereifter Old Crow Reserve mit einem Alkoholgehalt von 43 % verkauft. Einst einer der erfolgreichsten und bestangesehensten Bourbons der Welt, ist Old Crow heute eine Marke im untersten Preissegment des Beam-Suntory-Konzerns.

## Geschichte
James C. Crow hatte in Schottland Medizin und Chemie studiert, bevor er in die USA auswanderte und dort als Master Distiller arbeitete. Auf ihn gehen zahlreiche Innovationen in der Bourbon-Herstellung, etwa die Arbeit mit saurer Maische, zurück. Vor allem aber sorgte er durch seine Methoden dafür, dass sein Whiskey zuverlässig eine gleichbleibende Qualität erhielt. Obwohl nie in großen Stückzahlen produziert und obwohl doppelt so teuer wie Whiskey im Schnitt sonst in dieser Zeit, verbreitete sich Crows Whiskey durch die gesamten USA und fand prominente Anhänger von Andrew Jackson und Daniel Webster bis Mark Twain. Über Crows Whiskey existiert das erste schriftliche Dokument, das explizit von einem „bernsteinfarbenen Whiskey“ spricht, das heißt ein Bourbon, der nicht direkt nach dem Brennen verkauft wurde, sondern noch einige Monate in Fässern reifte. Crow arbeitete den größten Teil seines Lebens in der Old Pepper Distillery (heute: Woodford Reserve) in Kentucky.
Nachdem Crow und Pepper gestorben waren, kaufte der Whiskey-Industrielle E. H. Taylor Jr. das Rezept, die Brennerei und die noch vorhandenen Vorräte des Crow-Whiskeys von den Pepper-Erben. Neuer Master Distiller wurde Mitchell, der das Rezept und Crows Methoden um die Jahrhundertwende an Van Johnson weitergab. 1878 verkaufte Taylor die Old Pepper Distillery und baute eine neue Old-Crow-Destillery am selben Fluss (der Glenn's Creek) und an derselben Straße wie die Old Pepper Distillery, nur deutlich näher an Kentuckys Hauptstadt Frankfort. Dort wurde bis zur Prohibition und direkt danach wieder Old Crow nach dem alten Rezept hergestellt. Die Getreidemischung, aus der Old Crow damals gebrannt wurde, bestand aus etwa 75–80 % Mais, 12–15 % gemälzte Gerste und 8–10 % Roggen.
Nach dem Ende der Prohibition kauften United Distillers Anlagen, Vorräte und Rezept und bauten die Destillerie deutlich aus. Im Zweiten Weltkrieg stellten die amerikanischen Whiskey-Destillerien keinen Whiskey mehr her, sondern Neutralalkohol für die Verwendung durch das amerikanische Militär. Für diesen Einsatz wurde die Destillerie erneut umgebaut, so dass sie Alkohol mit einem Alkoholgehalt von mehr als 95 % herstellen konnte. Nachdem nach Ende des Zweiten Weltkriegs die Whiskey-Produktion wieder stattfand, war Old Crow eine der bestverkauften Whiskeymarken der Welt. Um den Titel des bestverkauften Bourbon in den USA stritt Old Crow vor allem mit Early Times, Ancient Age und Jim Beam. Zwischen den Fünfzigern bis 1970 war Old Crow aber der bestverkaufte Bourbon der Welt. Seit 1952 verkaufte die Destillerie nicht nur 50 %-Whiskey, sondern brachte auch eine Variante mit 43 % Alkoholgehalt auf den Markt. 1965 expandierte die Marke in die Bundesrepublik Deutschland.
Weitere große Aus- und Umbauten erfolgten in der Brennerei in den 1960ern, als diese erheblich ihre Kapazitäten ausweitete. Während der Umbauten allerdings veränderten die Hersteller aus Versehen das Rezept. Der Anteil saurer Maische – das heißt Maische, die beim vorherigen Brennvorgang übrig blieb und der neuen Getreidemischung hinzugegeben wird, um einen gleichbleibenden Geschmack zu gewährleisten – wurde verändert, was sich auf den Geschmack des Whiskeys auswirkte. Obwohl die Absatzzahlen kontinuierlich sanken und sich sowohl Kunden wie auch die internen Testrunden über den Geschmack beschwerten, änderte United Distillers das Rezept bis in die achtziger Jahre hinein nicht mehr zurück. 1970 verlor Old Crow den Platz des bestverkauften Bourbons an Jim Beam. Der gesamte Markt für Bourbon brach in den 1970ern und 1980ern ein, keine Marke allerdings verlor so viele Marktanteile wie Old Crow. Vorher beständig auf Platz 1 oder 2 der bestverkauften Bourbons, befand sich Old Crow in den 1980ern nicht einmal mehr in den Top 10.
1987 kaufte Jim Beam die Destillerie, den Markennamen und die Vorräte. Jim Beam schloss die Destillerie und produziert seitdem Old Crow in den eigenen Destillerien. Das Rezept, dass Jim Beam dafür benutzt, ist dasselbe wie für Jim Beam selbst. Allerdings lagert Old Crow kürzer als Jim Beam und wird beim Blending auf einen etwas leichteren Geschmack als Jim Beam White Label ausgerichtet.
Die Destillerie, in der Old Crow bis 1878 produziert wurde, ist heute die Woodford-Reserve-Destillerie, deren Gebäude im Wesentlichen noch aus dem Jahr 1867 stammen. Die ehemalige Old-Crow-Destillerie war zwischen 1987 und 2014 verlassen und zerfiel. Inmitten des Bourbon-Booms seit den 2000ern kauften zwei Unternehmer das Gebäude im Dezember 2013 mit dem Ziel, dort in einer Mikrodestillerie mit angeschlossenem Restaurant wieder Bourbon brauen.